# Distretto di Argeș
Il distretto di Argeș (in romeno Județul Argeș) è uno dei 41 distretti della Romania, situato nella regione storica della Muntenia, in Valacchia.

## Centri principali
| Comune                  | Abitanti |
| ----------------------- | -------- |
| Pitești                 | 155 383  |
| Câmpulung               | 31 767   |
| Mioveni                 | 31 998   |
| Curtea de Argeș         | 27 359   |
| Ștefănești              | 14 541   |
| Călinești               | 10 872   |
| Costești                | 10 375   |
| Topoloveni              | 10 219   |
| Bascov                  | 9 523    |
| Dati al 20 ottobre 2011 |          |

## Struttura del distretto
Il distretto è composto da 3 municipi, 4 città e 95 comuni.

### Municipi
- Pitești
- Câmpulung
- Curtea de Argeș

### Città
- Costești
- Mioveni
- Ștefănești
- Topoloveni

### Comuni
- Albeștii de Argeș
- Albeștii de Muscel
- Albota
- Aninoasa
- Arefu
- Băbana
- Băiculești
- Bălilești
- Bârla
- Bascov
- Beleți-Negrești
- Berevoești
- Bogați
- Boteni
- Boțești
- Bradu
- Brăduleț
- Budeasa
- Bughea de Jos

- Bughea de Sus
- Buzoești
- Căldăraru
- Călinești
- Căteasca
- Cepari
- Cetățeni
- Cicănești
- Ciofrângeni
- Ciomăgești
- Cocu
- Corbeni
- Corbi
- Coșești
- Cotmeana
- Cuca
- Dâmbovicioara
- Dărmănești
- Davidești

- Dobrești
- Domnești
- Drăganu
- Dragoslavele
- Godeni
- Hârsești
- Hârtiești
- Izvoru
- Leordeni
- Lerești
- Lunca Corbului
- Mălureni
- Mărăcineni
- Merișani
- Micești
- Mihăești
- Mioarele
- Miroși
- Morărești

- Moșoaia
- Mozăceni
- Mușătești
- Negrași
- Nucșoara
- Oarja
- Pietroșani
- Poiana Lacului
- Poienarii de Argeș
- Poienarii de Muscel
- Popești
- Priboieni
- Râca
- Rătești
- Recea
- Rociu
- Rucăr
- Sălătrucu
- Săpata

- Schitu Golești
- Slobozia
- Stâlpeni
- Ștefan cel Mare
- Stoenești
- Stolnici
- Șuici
- Suseni
- Teiu
- Tigveni
- Țițești
- Uda
- Ungheni
- Valea Danului
- Valea Iașului
- Valea Mare-Pravăț
- Vedea
- Vlădești
- Vulturești